# Tarmflora
Tarmfloraen (ordet er misvisende og forkert, da tyktarmsbakterier ikke tilhører planteriget), som på moderne dansk også kaldes tarmens mikrobiom (på engelsk the gut microbiome eller the gut microbiota), er de mikroorganismer, protister, bakterier og svampe, der befinder sig i mave-tarm-kanalen. Langt tid før 2016 er det anbefalede navn tarmmikrobiota. Tarmbakterierne udgør langt størstedelen af menneskets mikrobiom eller mikrobiota. Hos mennesker etableres tarmfloraen ved fødslen igennem munden og vedligeholdes gennem livet ved indtagelse af føde m.m. Tarmfloraen udgør en betydelig del af det humane mikrobiom, dvs. de mikroorganismer, der lever på og i den menneskelige organisme. Mave-tarm-kanalen indeholder normalt  op til 1,5 kg bakterier svarende til 100 billioner bakterie-celler, ca 10 gange det antal celler som mennesket består af.
Tarmfloraen deltager aktivt i fordøjelsen af føden vi spiser, stimulerer immunsystemet og bekæmper patogene organismer og der er i den seneste tid (2013) blevet sat fokus på tarmfloraen som en stor kemikalie-fabrik, der ikke bare leverer vitaminer og hormon-aktive stoffer, men som også spiller en rolle i sygdomme og fedme.
Der er store individuelle forskelle mellem menneskers tarmflora, men der er blevet skelnet mellem tre forskellige typer tarmflora, der også kaldes "økosystemer" eller "enterotyper". Hver enterotype er karakteriseret af et højt indhold af en bestemt bakterie-art, for enterotype 1 er det Bacteroides, for enterotype 2 Prevotella og enterotype 3 Ruminococcus, der er den dominerende.
Danske forskere har gjort en stor indsats for at kortlægge europæernes tarmflora. Der er dog fortsat kun sporadisk viden om langt de fleste af tarmens mikroorganismer, delvis på grund af at de er anaerobe og vanskelige at dyrke in vitro.

## Tarmfloraens typiske eksempler
Tarmfloraen består af mange forskellige arter, og ved analyser er der identificeret ca. 2000 arter, hvoraf et menneske har ca. 500 forskellige arter. Nogle af tarmfloraens typiske eksempler er
- Streptococcus faecalis
- Bacteroides
- Clostridium

Enterobakterier: 
- De coliforme, laktose-dannende enterobakterier Escherichia og Klebsiella
- De patogene enterobakterier Salmonella, Yersinia og Shigella
- De såkaldte "spoilers" Proteus, Serratia og Erwinia

Hos småbørn:
- Bifidobacterium bifidum

I maven:
- Lactobacillus acidophilus og Lactobacillus rhamnosus GG
- Helicobacter pylori

Gærsvamp:
- Candida

## Enterotyper
Menneskets tarmflora kan stort set inddeles i tre enterotyper
- Type 1 - et højt niveau af Bacteroides
- Type 2 - et lavt indhold af Bacteroides men Prevotella er almindelig
- Type 3 - et højt indhold af Ruminococcus.

Type 1 er udpræget hos vesterlændinge der spiser meget protein og dyrisk fedt, hvorimod Type 3 er udpræget hos mennesker der spiser fiberrig kost med kulhydrater.
Enterotyperne menes at have betydning for en persons sygdomsrisiko og for responset overfor antibiotika og andre farmaka

## Tarmfloraen og sundhed
Stimulering af immunsystemet
Bekæmpelse af patogene mikroorganismer
Produktion af vitaminer (K-vitamin og B-vitaminerne biotin og pantotensyre), hormoner og hormonlignende stoffer
Nedbrydning af føden
Der er også tegn på at tarmens mikrobiom kan hænge sammen med autisme, idet den ualmindelige bakterie Sutterella er fundet hos autistiske børn.
Danske forskere har i 2016 vist at der er en årsagssammenhæng mellem forekomsten af tarmbakterierne Prevotella copri og Bacteroides vulgatus, forhøjet BCAA (dvs. forhøjede forgrenede aminosyrer) og insulinresistens, der fører til sygdommen type 2 diabetes.
Antibiotikabehandling slår også "venligtsindede" bakterier ihjel og åbner mulighed for skadelige mikroorganismer kan brede sig.

## Tarmsygdomme
Crohns sygdom
Colitis ulcerosa

## Tarmflora-transplantation
Tarmflora-transplantation, fæcestransplantation eller FMT efter engelsk fecal microbiota transplantation. 
Se her

## Eksterne links og henvisninger
- Hver fjerde har alt for få tarmbakterier. Sundhedsgiuden.dk
- Sammenhæng mellem leddegigt og tarmflora. Sundhedsguiden.dk
- Tarmfloraen er nøglen til et godt helbred. Nyt ogsundt Arkiveret 9. februar 2014 hos  Wayback Machine
- Moderne mad giver ynkelig tarmflora. Videnskab.dk
- Tarmbakterier kan være skyld i fedme. Videnskab.dk
- Defining a Healthy Human Gut Microbiome: Current Concepts, Future Directions, and Clinical Applications. Cell Host & Microbe 2012 Arkiveret 24. september 2015 hos  Wayback Machine
- Tending the Body’s Microbial Garden. Science. The New York Times 2012
- Bakterier og menneskekroppen. Viden.jp.dk 2006 Arkiveret 10. juni 2015 hos  Wayback Machine
- De gode og de onde bakterier. Netdoktor.dk Arkiveret 23. marts 2013 hos  Wayback Machine
- Common ingredient in packaged food may trigger inflammatory disease. Science